# アルダシール1世
アルダシール1世（Ardashīr, ? - 241年?）は、サーサーン朝の初代シャーハーン・シャー Šāhān-šāh, 。在位：226年 - 240年、生前に譲位）。アルデシール1世とも。サーサーンの孫に当たる。中期ペルシア語ではアルダフシール（'lthšyl / Ardaχšīr）と言い、アラビア語、近世ペルシア語資料では  اردشيرArdashīr と表記された。後世のペルシア語文献では اردشير بابكان Ardashīr-i Bābakān と呼ばれているが、これは中期ペルシア語で「パーパグの（子）アルダフシール」を意味する Ardaχšīr Pāpagān の近世ペルシア語形である。
通常、アルダシール1世が初代君主として扱われるが、サーサーン朝自体はパーパグのエスタフル起義が王朝の始まりと捉え、開祖をパーパグと考えていた可能性が高いことには注意が必要である。

## 独立から建国まで

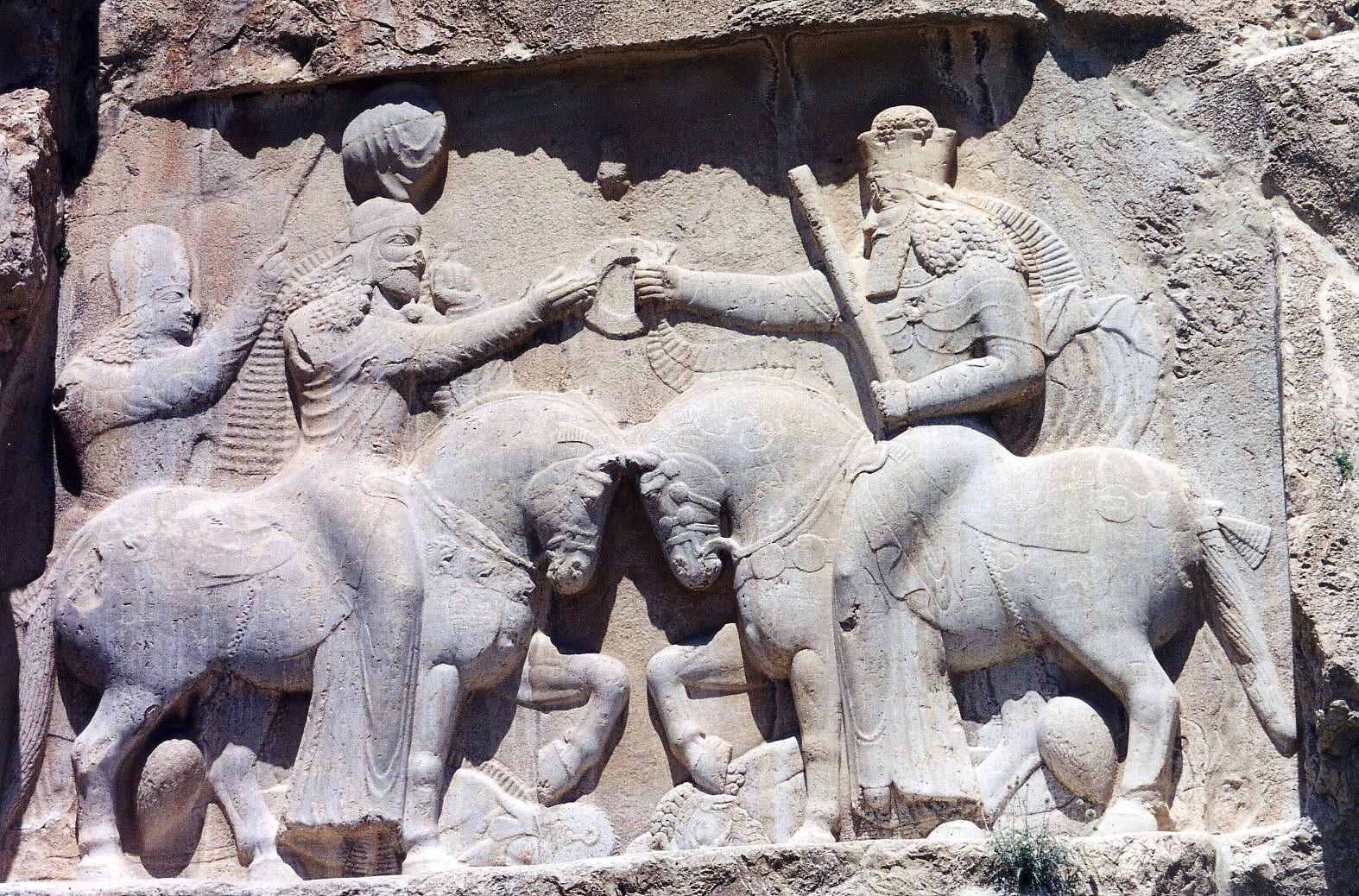
アフラマズダー神から王権の象徴を授受されるアルダシール1世のレリーフ（ナクシェ・ロスタム）

アルダシールの父バーバク（パーパグ、英: Papak または Babak）はアルサケス朝パルティア（アルシャク朝とも）に服属していたいわゆるペルシス王国（現ファールス州）の君主で、その版図はファールス地方からケルマーン地方まで跨がり、西隣のエリマイス王国やアルメニアを凌ぐアルサケス朝パルティア従属下の勢力としては最大の規模を誇っていた。アッバース朝時代の歴史家タバリーによると、アルダシール自身ファールス地方の主要都市のひとつイスタフル（現シーラーズ）の郊外にあったティールーディフで誕生したという。バーバクの父サーサーン（英: Sasan）はアルサケス朝パルティア末期の混乱で次第に勢力を拡大し、ファールス地方の領主の娘と婚姻し、ついで義父の一族を廃して所領を奪取したと伝えられる。しかしパルティア王アルタバヌス4世との対立により敗死した。
アルダシールはイスタフルのアナーヒター神殿の高位神官であり、バーバク、兄シャープフル（在位222年）の地位を受継ぎ（一説には兄に謀反を起こしてその地位を奪ったという
）、ファールスの君主となり、周辺のケルマーン、イスファハーン方面まで勢力を延ばした。本拠をイスタフル南方のアルダシール・ファッラフに移して交戦。アルタバヌス4世が他地域での反乱で転戦しているうちに力を蓄える。そして遂に224年にホルミズダガンの戦いで破って王国の首都クテシフォンを陥落させた。
その後パルティアの西部を次々と併呑し、クルド人とぶつかる。これは「バーバクの息子アルダシールの偉業の書」に記されている。そこにはクルド王マディッグ（Madig）との戦いがパフラヴィー語で記されている。そして226年、ペルシアを中心に唯一の、そして最高位のオリエントの支配者として「エーラーンの諸王の王（シャーハーン・シャー）」という君主号を名乗った。このとき、祖父のサーサーンの名をとって、サーサーン朝と名づけたのである。これによって400年続いたアルサケス朝が終わり、400年続くサーサーン朝の時代が始まる。西部の領土拡張においては226年から233年までローマ帝国との対立、時の皇帝アレクサンデル・セウェルス帝に敗れたことが象徴するようにここまでとなる。しかし東部や北部などにおいては成功を収め、シスターン・ゴーガン・ホラーサーン・マルジアナ・バクトラ・ホラズム・バハレーン・モースルの諸州をサーサーン朝の支配下に置いた。さらにクシャーン・トゥーラーン・マクラーンに宗主権を認めさせた。ハトラ・アルメニア王国・アディアベネについてはほとんど効果をあげることは出来なかった。
アルダシール1世の後は、子のシャープール1世が継いだ。

## 「シャーハン・シャー」の君主号としての性質
サーサーン朝の君主号である「シャーハン・シャー」を単純に「皇帝」という言葉で当てはめるのは正しいとは言い難い。東アジアの皇帝ともローマ帝国のimperator（インペラトール）とも、それらの意味合い、成り立った経緯にはそれぞれ大きな違いがある。
シャーハン・シャーという君主号は「パールス・エーラーンの王」という意味合いが強いものであり、アケメネス朝ペルシアにおいて初めて使われたとされる。同じファールースを基盤とした国家というアイデンティティ、もしくは血統、同じ文化を共有していたことへの強調などさまざまな要素が考えられる。
もう一つ考慮すべきなのはアルダシールがアナーヒター神殿の神官であったことである。単純な軍事力・血縁を背景にして勃興してきたのではなく、その国家システムにおいて宗教的な側面および祭祀階級が強いということである。青木健はサーサーン朝の君主はある種の神官としての特別な訓練を幼少期に重ねること、神官としての側面が重要視されることから、サーサーン朝の君主について神官皇帝という表現を用いている。

## 宗教政策と国家組織
歴史学者アーサー・クリステンセンによると、パルティアとは2つの大きな面で決定的な違いがあると主張する。政治的中央集権主義とゾロアスター教の国家的バックアップである。宗教政策が中央集権化と強く結びついていた。
ここでもゾロアスター教という確固たる宗教が先にあったと考えるべきではない。ゾロアスターという人物が紀元前7世紀ごろの人物とされ、神官団がゾロアスターとはまったく関係がないメディア六部族のマゴス部族を起源とするマゴス神官であるということから同じゾロアスター教といってもその教義や教団の性質は時代によって変遷していくものである。つまりサーサーン朝期のゾロアスター教は著しく国家政策の影響を受けたということである。前述のとおり一つの宗教および宗教組織が国家組織と強力に結びつくというのはサーサーン朝の特徴であり、アケメネス朝やパルティアとは決定的に違う点である。
軍事的観点から細かい州・郡に分割し、中央からコントロールしやすい制度になった。影響力の強い貴族の領地は削減された。地方の支配階級にはシャーを名乗ることが許され、サーサーン朝の君主はそのシャーを封じる役割を持った。封建的な観点で言えば、まさしく王を任じる皇帝であった。地方の反乱に対抗するためにもシャーという権威が必要だったためである。王家の血筋を引くものは国内に分散されて封じられた。かつて封爵層だった貴族たちは、小作農を抱える小領主として軍事奉仕義務を負った下級貴族となった。彼ら下級貴族にはエリート騎馬隊に昇格する教育の機会が与えられていた。

## 注
1. ↑  
ペルシア語文献、(p.194-198) Zarinkoob, Abdolhossein, Ruzgaran: tarikh-i Iran az aghz ta saqut saltnat Pahlvi, Sukhan, 1999. ISBN 964-6961-11-8
2. ↑  「エーラーン（Ērān）」はイランの意。「歴史的イラン世界」の項目を参照。